# ماسیمو سیلوا
ماسیمو سیلوا (انگلیسی: Massimo Silva؛ زادهٔ ۲۴ اوت ۱۹۵۱) بازیکن فوتبال اهل ایتالیا است.
از باشگاه‌هایی که در آن بازی کرده‌است می‌توان به باشگاه فوتبال اینتر میلان، باشگاه ورزشی لاتزیو، باشگاه فوتبال آسکولی، باشگاه فوتبال مسینا، باشگاه فوتبال کرمونزه، باشگاه فوتبال مونتسا، باشگاه فوتبال دلفینو پسکارا، و باشگاه فوتبال آ.ث. میلان اشاره کرد.